# 鈴木傳明
鈴木 傳明（すずき でんめい、1900年3月1日 - 1985年5月13日）は、日本の映画俳優、水泳選手。本名は同じ鈴木傳明だが、読みはつぐあきら。
無声映画時代に活躍した現代劇の映画スターで、学生時代は水泳選手として活躍。明治大学在学中に『路上の霊魂』で映画デビューした。その後日活を経て松竹蒲田撮影所に入社、牛原虚彦監督とのコンビで『彼と東京』『陸の王者』『彼と人生』などの明朗な青春映画に主演し、スポーツマンタイプの二枚目スターとして人気を得た。戦後は実業界に転じた。

## 来歴

### 誕生・学生時代
1900年（明治33年）3月1日、東京府東京市下谷区上野桜木町（現在の東京都台東区上野桜木）に、父・康正と母・和喜の1男3女の長男として生まれる。戸籍上の出生地は福島県石城郡泉村下川（現在のいわき市泉町下川）である。父は常磐炭田に炭鉱を経営しており、福島の原籍地で農業と醸造業も営んでいた。東京にも店を持っていた関係で上野の寓居で生活していたため鈴木はここで生まれた。
第三瑞光小学校、順天中学を卒業後、明治大学予科に入学。中学時代からスポーツが好きで、中学・大学を通じて選手として活躍する。水泳が得意で、中学卒業時に東京湾横断記録を作り、大学時代は水泳部主将として、全日本大学選抜水泳大会で優勝、1923年（大正12年）の第6回極東選手権競技大会では、50ヤード・100ヤードで第3位、200ヤードリレーに小野田一雄、高石勝男、入谷唯一郎と組んで優勝する。

### 映画界へ
1920年（大正9年）2月、鈴木が明大商科の本科に進もうとしていた矢先に松竹キネマが創立、俳優養成のために小山内薫を校長とする松竹キネマ俳優学校が設立されるとこれに応募し、240人の応募者の中から選ばれた男30人、女6人の1人として4月1日の開校と同時に入校する。同期生に奈良真養、岡田宗太郎、伊藤大輔らがいる。6月25日に蒲田撮影所がオープンすると俳優学校もそこに移転、9月に養成機関を終えるが、革新派の小山内が所内の守旧派と対立して松竹キネマ研究所を設立すると、鈴木は南光明らとともに研究生として入所する。研究所第1回作品の『路上の霊魂』では、小山内扮する裕福な老人の息子役で出演し、若い時に家出するが没落し、妻子を連れて父の許へ帰るが、家へ入ることを拒まれ、吹雪の路上で凍死する悲劇の青年を演じた。作品は翌1921年（大正10年）に封切られたが、鈴木は学生の身であり、家には内証で出演したため、英語の"To Go There"をもじった東郷是也の芸名を使ったが、このことが実話雑誌に取り上げられて日本体育協会から除名処分にされそうになり、映画を断念して選手生活に戻る。しかし、同年にはカフェを開店したり、田口桜村監督の『親鸞上人一代記』に1人4役で出演したりする。

### 日活から松竹へ
明大商科を卒業して1924年（大正13年）3月4日に日活京都撮影所へ入社する。入社第1回作品は溝口健二監督の『塵境』で、浦辺粂子を相手役に樵夫を演じた。当時の日本人としては珍しい長身でがっしりとした体躯、エキゾチックな容貌で、たちまち新しい二枚目俳優として人気を集め、学生スポーツ映画『我等の若き日』、村田実監督の『金色夜叉』、溝口監督の『曲馬団の女王』などに主演した。

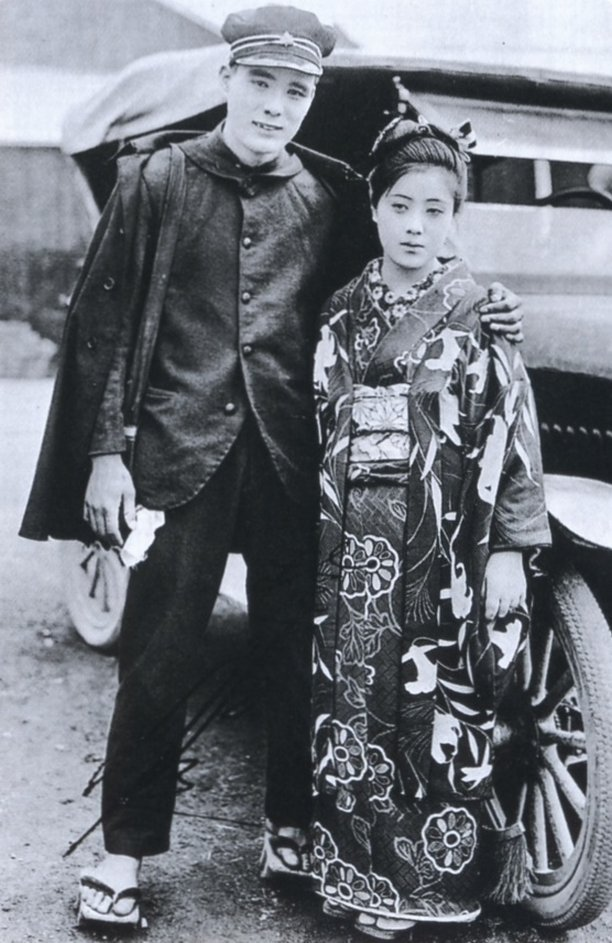
「金色夜叉」1924年鈴木伝明と浦辺粂子（右）

1925年（大正14年）1月、鈴木は日活宣伝部の企画で東海道オートバイ旅行を行い、所員総出の見送りで京都を出発するが、箱根の宿に待ち構えていた松竹側の人間に口説かれて、歓迎陣が待つ日活へ行かずに松竹本社の玄関にオートバイを横付けにし、そのまま松竹蒲田撮影所に入社する。これは松竹のスター女優だった梅村蓉子が日活に引き抜かれたお返しに松竹が画策したことであった。蔦見丈夫監督の『春は来れり』が蒲田第1作となり、『恋の選手』以降は牛原虚彦とのコンビで明朗な青春映画に多く出演する。1926年（大正15年）は菊池寛原作の『受難華』で栗島すみ子、筑波雪子らと共演して人気を高め、1927年（昭和2年）は『昭和時代』『海浜の女王』、1928年（昭和3年）は『近代武者修行』『感激時代』で田中絹代と共演し、続く『彼と東京』では八雲恵美子と共演。この作品は東大出の牛原と明大出の鈴木のインテリコンビの近代的センスに期待するファンを当て込んで北村小松が脚本を書き、大学出のサラリーマンをリアルな生活描写で描いた新鮮さが好評となった。これがシリーズ化され、『彼と田園』では田中絹代を相手役にし、ここに牛原・鈴木・田中のドル箱トリオが完成する。以後もこのトリオで『陸の王者』『彼と人生』『大都会 労働篇』『若者よなぜ泣くか』などが作られ好調を続けた。牛原監督以外では、清水宏監督の『京子と倭文子』、島津保次郎監督の『海の勇者』などに主演し、1926年（大正15年）には『海人 南国篇・都会篇』で監督・脚色も兼ねた。1930年（昭和5年）1月、大幹部に昇進する。

### 不二映画社設立
1931年（昭和6年）9月1日、かねて計画していた独立プロ設立の動きを城戸四郎撮影所長に察知されて辞職勧告を受けて退社。鈴木に同調した岡田時彦、高田稔らと窪井義道の出資を得て、9月4日に不二映画社を設立する。蒲田からは彼らに加え約70数人が同行し、蒲田の男優陣は一時総崩れとなった。同社第1回作品『栄冠涙あり』に主演し、続いて『熊の出る開墾地』『金色夜叉』に出演するが、興行力に乏しい上に大スターを抱えていたため、資金難で解散。その後は一座を組織して各地を巡演する。
1933年（昭和8年）4月、牛原のすすめで日活太秦撮影所に入社し、『戯れに恋はすまじ』に夏川静江を相手役に主演。続いて牛原監督の『大学の歌』や山田五十鈴と共演の『金色夜叉』などに主演するが、かつての人気はとっくに消え失せていた。このあと現代劇部が多摩川撮影所に移ると鈴木も移籍し、『潮』『若夫婦試験別居』に主演するが、溝口監督の『愛憎峠』では助演に回る。1935年（昭和10年）、新興キネマに入り、入江ぷろだくしょんとの提携作『貞操問答』に入江たか子と共演。1939年（昭和14年）、かつて来日して親交を持ったダグラス・フェアバンクスの招きで渡米し、ハリウッド映画に出演する予定だったが、同年12月12日にダグラスが心臓麻痺で急死したため頓挫。そのまま滞米して映画研究や社会事情を学んだのち1941年（昭和16年）に帰国する。同年、日活作品の『姿なき復讐』に主演して映画界に復帰し、1943年（昭和18年）には東宝映画の『阿片戦争』に助演する。

### 戦後

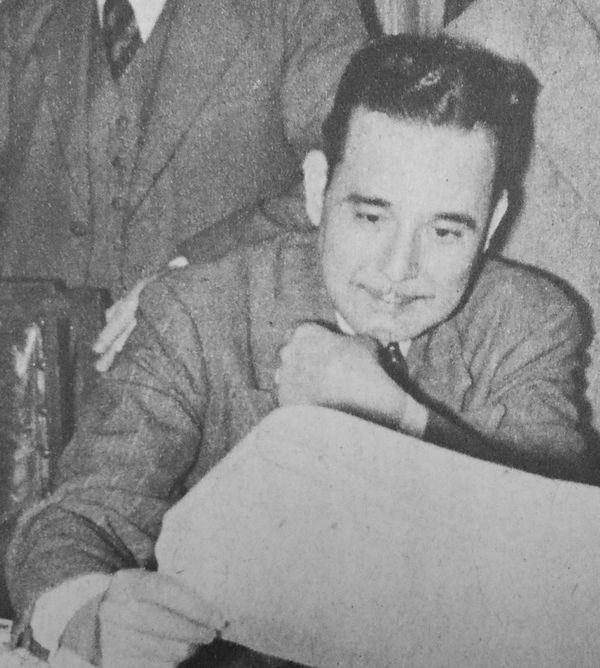
1949年

戦後は亡くなった父が経営していた大和炭鉱の社長になるとともに、常磐炭業会会長に推され、中小炭鉱の危機打開に政界と渡り合い、手腕を発揮する。1946年（昭和21年）の第22回衆議院議員総選挙と1947年（昭和22年）の第23回衆議院議員総選挙に無所属で福島3区から立候補するがともに落選、1950年（昭和25年）の第2回参議院議員通常選挙には国民民主党公認で、1953年（昭和28年）の第3回参議院議員通常選挙には改進党公認で全国区から立候補するがいずれも落選しており、政界入りは果たせなかった。
この間の1948年（昭和23年）、東横映画の『にっぽんGメン』に暗黒街のボス役で出演し、1958年（昭和33年）の新東宝『続新日本珍道中 東日本の巻』にも1シーンだけ出演するが、以後は映画界と絶縁。その後は商事会社、観光会社をそれぞれ経営していた。
1985年（昭和60年）、肺気腫のため死去。85歳没。墓所は多磨霊園(12-2-15)

## 人物・エピソード
水泳の他に柔道、ボート、オートバイ、乗馬などが得意であり、明大在学中に松竹キネマ研究所にいた頃、ヘンリー小谷がアメリカから持ってきた名馬ハレーを譲り受け、この馬やオートバイに乗って通学して話題となった。また、アメリカに滞在した時には、西部劇の俳優ウィリアム・S・ハートが引退後にカリフォルニアで経営する牧場に自由に出入りできたが、これも乗馬が巧みなことがきっかけだった。
俳優として全盛期の頃、銀座のバーで映画俳優を食いものにしようとする暴力団相手に喧嘩をし、ピストルを3発も放したため築地警察署に留置されたことがある。

## 出演映画

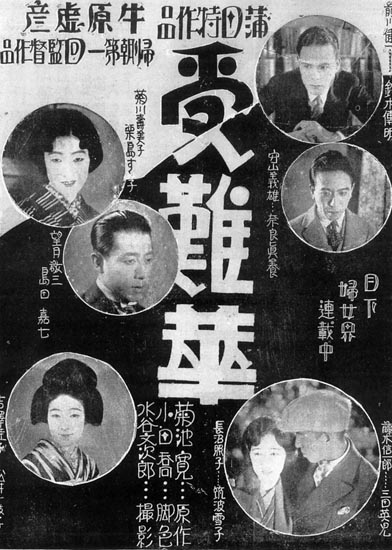
『受難華』（1926年）公開時のポスター。右上に鈴木の写真と名前が確認できる。

- 路上の霊魂（1921年、松竹キネマ研究所） - 浩一郎
- 塵境（1924年、日活） - 樵夫六造
- 金色夜叉（1924年、日活）
- 青春の歌（1924年、日活） - 瀬戸正夫
- 曲馬団の女王（1924年、日活） - メキシコの鷲
- 春は来れり（1925年、松竹キネマ）
- 恋の選手（1925年、松竹キネマ）
- 海人 南国篇・都会篇（1926年、松竹キネマ） - 張学明
- 受難華（1926年、松竹キネマ）
- 昭和時代（1927年、松竹キネマ） - ルパン第二世と名乗る怪紳士
- 新珠（1927年、松竹キネマ）
- 真珠夫人（1927年、松竹キネマ）
- 白虎隊（1927年、松竹キネマ） - 板垣退助
- 海浜の女王（1927年、松竹キネマ） - 石川利雄
- 海の勇者（1927年、松竹キネマ） - 末次郎
- 感激時代（1928年、松竹キネマ） - 石倉
- 彼と東京（1928年、松竹キネマ）
- 彼と田園（1928年、松竹キネマ）
- 陸の王者（1928年、松竹キネマ） - 梶川幹夫
- 彼と人生（1929年、松竹キネマ） - 遠山達夫
- 大都会 労働篇（1929年、松竹キネマ） - 石田国治
- 山の凱歌（1929年、松竹キネマ） - 前川猛夫
- 進軍（1930年、松竹キネマ） - 篠原孝一
- 若者よなぜ泣くか（1930年、松竹キネマ） - 上杉茂
- 大学の顔役・ラグビー篇（1930年、松竹キネマ）
- 愛よ人類と共にあれ（1931年、松竹キネマ） - 鋼吉の次男雄
- 栄冠涙あり（1931年、不二映画社） - 由利孝一
- 熊の出る開墾地（1932年、不二映画社） - 岡本吾亮
- 金色夜叉（1932年、不二映画社） - 荒尾譲介
- 銀嶺富士に甦る（1933年、不二映画社） - 木暮弘
- 戯れに恋はすまじ（1933年、日活） - 杉村英雄
- 大学の歌（1933年、日活） - 下村一郎
- 心の太陽（1934年、日活） - 東條英太郎
- 忠臣蔵 刃傷篇 復讐篇（1934年、日活） - 不破数右衛門
- 潮（1934年、日活） - 坂巻東吾
- 愛憎峠（1934年、日活） - 尾形警部
- 建設の人々（1934年、第一映画） - 成瀬菊蔵
- 貞操問答（1935年、入江ぷろ） - 前川準之助
- 都会の船唄（1935年、新興キネマ） - 中山晋平
- 突破無電（1935年、高田プロ） - 工事長沖田
- 永久の愛（1935年、松竹キネマ） - 笠間順三
- 阿片戦争（1943年、東宝映画） - ジョージ・エリオット
- 思ひ出の東京（1946年、加賀プロ） - 佐竹
- にっぽんGメン（1948年、東横映画） - 曾我部貞一
- 続新日本珍道中 東日本の巻（1958年、新東宝）